# مونتيلوبو ألبيس
مونتيلوبو ألبيس هي بلدية في مقاطعة كونية في منطقة بيمنتة، إيطاليا. تقع على بعد 60 كيلومتر (37 ميل) جنوب شرق تورينو و45 كيلومتر (28 ميل) شمال شرق كونية.